# Фиген Юксекдаг
Фиген Юксекдаг–Сеноглу (на турски: Figen Yüksekdağ Şenoğlu) е турски политик от кюрдски етнически произход. Тя е бивш съпредседател на Демократичната партия на народите (2014–2017), която оглавява заедно със Селахатин Демирташ.

## Биография
Фиген Юксекдаг е родена на 19 декември 1971 г. в село Гьоловасъ, окръг Джейхан, вилает Адана, Турция. Тя е девето от 10–те деца на вярващо консервативно семейство. На 18–годишна възраст се премества да живее в Истанбул.
По време на парламентарните избори в Турция през 2002 г. участва като независим кандидат. Участва в движенията за права на жените, по-късно става редактор на списание „Социалистическа жена“. През 2009 г. е арестувана заради своята дейност във вестник „Атилим“. През 2010 г. е съучредител на Социалистическата партия на потиснатите. През 2014 г. подава оставка като председател на партията, за да се присъедини към Демократичната партия на народите, като на втория обикновен конгрес е избрана за съпредседател на партията.